# 岡田町 (北九州市)
岡田町（おかだまち）は福岡県北九州市八幡西区の町。住居表示実施済み。郵便番号は806-0033。

## 地理
八幡西区の中部東側に位置し、北に熊手、東に西神原町、南東から南に東鳴水、西に岸の浦と接する。

## 地域の特徴
北縁を東西に山手通りが走り、道沿いに八幡西警察署黒崎警部交番，筑邦銀行 黒崎支店がある。町域の中央部は低丘陵地になっており、岡田公園，北九州市立岡田球場がある。北部には岡田宮（岡田神社），サンリブ 黒崎店がある。

## 歴史
かつて黒崎保健所があったが、1974年（昭和49年）に筒井町に建設された八幡西区役所に移転（併せて八幡西保健所に改名）、その後2013年に区役所と共に黒崎三丁目のコムシティ内に移転した。

### 地名の由来
町名は岡田宮にちなむ。

### 沿革
- 1968年（昭和43年）6月1日 - 岡田町新設[4]。
- 1974年（昭和49年）4月1日 - 八幡区が八幡西区と八幡東区に分かれ、八幡区岡田町は八幡西区岡田町となる[5]。

### 町名の変遷
| 実施内容          | 実施年月日               | 実施後 | 実施前                           |
| ----------------- | ------------------------ | ------ | -------------------------------- |
| 町名新設 住居表示 | 1968年（昭和43年）6月1日 | 岡田町 | 神原町，熊手町，岸の浦町の各一部 |

## 世帯数と人口
2025年（令和7年）3月31日現在（北九州市発表）の世帯数と人口は以下の通りである。
| 町     | 世帯数  | 人口    |
| ------ | ------- | ------- |
| 岡田町 | 759世帯 | 1,478人 |

### 人口の変遷
国勢調査による人口の推移。
| 1995年（平成7年）  | 816人   | [ 7 ]  |  |
| 2000年（平成12年） | 976人   | [ 8 ]  |  |
| 2005年（平成17年） | 985人   | [ 9 ]  |  |
| 2010年（平成22年） | 1,352人 | [ 10 ] |  |
| 2015年（平成27年） | 1,513人 | [ 11 ] |  |
| 2020年（令和2年）  | 1,472人 | [ 12 ] |  |

### 世帯数の変遷
国勢調査による世帯数の推移。
| 1995年（平成7年）  | 345世帯 | [ 7 ]  |  |
| 2000年（平成12年） | 476世帯 | [ 8 ]  |  |
| 2005年（平成17年） | 457世帯 | [ 9 ]  |  |
| 2010年（平成22年） | 549世帯 | [ 10 ] |  |
| 2015年（平成27年） | 615世帯 | [ 11 ] |  |
| 2020年（令和2年）  | 623世帯 | [ 12 ] |  |

## 学区
市立小・中学校に通う場合、学区は以下の通りとなる。
| 町     | 街区               | 小学校                   | 中学校               |
| ------ | ------------------ | ------------------------ | -------------------- |
| 岡田町 | 1 - 4番，7 - 9番   | 北九州市立黒崎中央小学校 | 北九州市立黒崎中学校 |
| 岡田町 | 5 - 6番，10 - 12番 | 北九州市立鳴水小学校     | 北九州市立黒崎中学校 |

## 施設

### 役所・公的機関
- 八幡西警察署黒崎警部交番

### 公共施設
- 北九州市立岡田球場

### 金融機関
- 筑邦銀行 黒崎支店

### 商業施設
- サンリブ 黒崎店

### 社会福祉施設
- 岡田年長者いこいの家

### 寺社
- 岡田宮（岡田神社）

### 教会
- 八幡バプテスト教会

### 公園
- 岡田公園